# Mesanthura albinotata
Mesanthura albinotata là một loài chân đều trong họ Anthuridae. Loài này được Thomson miêu tả khoa học năm 1951.